# Estany de Pals
L'Estany de Pals es localitza al terme de Pals, a la subconca del Daró. L'estany fou dessecat el segle xix i, d’aleshores ençà, s'ha dedicat majoritàriament al conreu d'arròs. Conserva encara la forma original però hi ha un munt de canals de rec i drenatge que en regulen el funcionament hidrològic. Pel que fa a la vegetació, a part de les plantacions d'arròs i altres conreus, en els canals d’aigua hi queden retalls de canyissar i algun arbre de ribera aïllat, així com algun clap d’herbassars submergits i de jonqueres mediterrànies. A l'espai també s'hi troben alguns prats mediterranis rics en anuals, basòfils (Thero-Brachypodietalia).
L'estany de Pals destaca, a més, pel fet de ser un indret important d’hivernada i nidificació de nombrosos ocells aquàtics (anàtids, ardèids, limícoles), així com un punt de caça de l'arpella (Circus aeruginosus). Es coneix la presència de la tortuga d’estany (Emys orbicularis) i del turó (Mustela putorius) i és també una zona important per a la reproducció d’amfibis. Aquest espai es troba completament transformat per les pràctiques agrícoles i afectat per fenòmens d'eutrofització de les aigües.